# Codex Monacensis

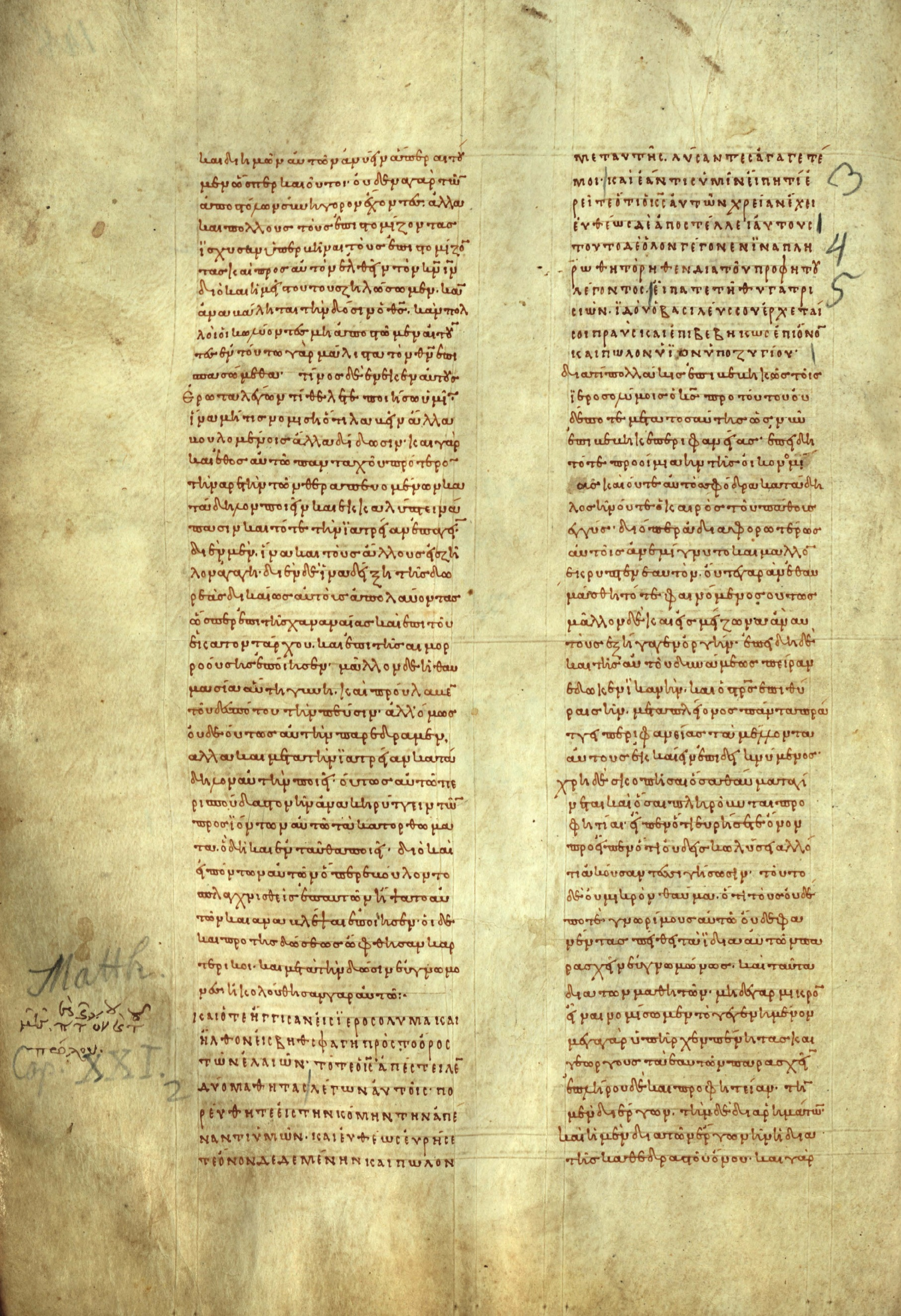
Codex Monacensis, folio 148 verso

El Codex Monacensis (Múnich, Universidad de Múnich (fol. 30); Gregory-Aland no. V o 033; A3 (von Soden)) es un manuscrito uncial del siglo X. El códice contiene los cuatro Evangelios.

## Descripción
El códice consiste de un total de 160 folios de 37,5 x 25,5 cm. El texto está escrito en dos columnas por página, con entre 45 líneas por columna.
Contenido
Evangelio de Mateo 6,6; 7,1-9,20; 9,34-11,24; 12,9-16,28; 17,14-18,25; 19,22-21,13; 21,28-22,22; 23,27-24,2; 24,23-35; 25,1-30; 26:69-27:12;
Evangelio de Juan 1,1-13,5; 13,20-15,25; 16,23-fin;
Evangelio de Lucas 1,1-37; 2,19-3,38; 4,21-10,37; 11,1-18,43; 20,46-fin;
Evangelio de Marcos 6,46-fin. Marc 14-16 est illisible.
El texto griego de este códice es una representación del tipo textual bizantino. Kurt Aland lo ubicó en la Categoría V.
Variantes textuales
Marcos 9,49 – el a πας γαρ πυρι αλι αλισθησεται contre πας γαρ πυρι αλισθησεται;
Juan 12,28 – τον υιον con Codex Regius f1 f13 33 1071 1241, contre το ονομα ({\displaystyle {\mathfrak {P}}}66, {\displaystyle {\mathfrak {P}}}75 א A B K W Δ Θ Π Ψ 0250 28 565 700 892 1009 1010);
Juan 14,14 verso omitido.